# RFM Somnii

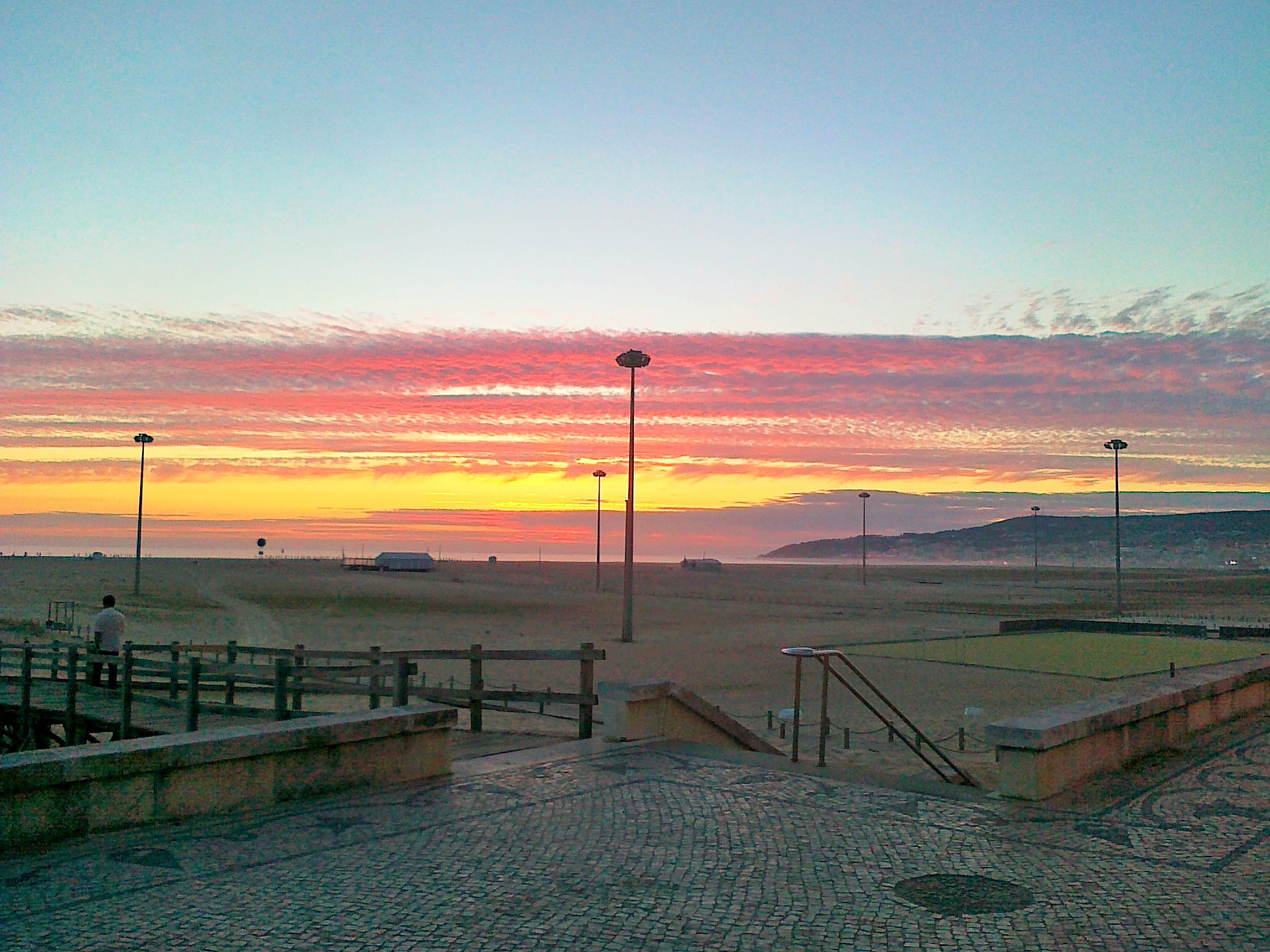
Sonnenuntergang am Strand von Figueira da Foz, der Veranstaltungsort des RFM Somnii

Das RFM Somnii ist ein Musikfestival für elektronische Musik (EMD, house, drum & bass, future bass und Hardstyle) in der portugiesischen Stadt Figueira da Foz. Es ist auch als Figueira da Foz Sunset Festival bekannt. Am Stadtstrand von Figueira da Foz, der Praia da Claridade (auch Praia do Relógio), treten dabei international bekannte DJs auf und ziehen tausende Besucher an. Das Festival beginnt am Nachmittag und findet während des Sonnenuntergangs (englisch: Sunset) bis weit in die Nacht hinein statt.
Das Festival wird jedes Jahr Anfang Juli von RFM präsentiert, dem Jugendsender der katholischen Mediengruppe Renascença Comunicação Multimédia, zu der auch Rádio Renascença gehört. Veranstalter war bis 2016 die Sociedade Lusa de Espetáculos (SLE), ein Unternehmen der portugiesischen Braver Media Group Unternehmensgruppe, inzwischen veranstaltet die portugiesische Konzertagentur Memories of Tomorrow (MOT) das Festival.

## Geschichte
Das Festival wurde 2012 erstmals veranstaltet. Nachdem 2013 etwa 25.000 Besucher kamen, zählte das Festival 2014 bereits etwa 60.000 Zuschauer und erreichte 2016 die Besucherzahl von 100.000. In den Jahren 2017 und 2018 kamen erneut 100.000 Besucher an drei Tagen zum Festival.
2019 ging das Festival in eine neue Phase. Neben der Hauptbühne RFM Stage eröffnete nun mit der Blitz / SIC Radical Stage eine zweite Bühne. Diese Bühne wird von der Musikzeitung BLITZ und von RFM Radical, dem Jugend-Kabelkanal des Fernsehsenders SIC präsentiert und bietet neben vorwiegend jungen DJs auch Bands artverwandter Musikrichtungen, Reggaeton-Musiker und Portugiesischen Hip-Hop. Zudem wurde das Konzept der Festival City eingeführt. Bei diesem parallelen Festivalrahmen traten 2019 an sieben offenen Spielorten in der Innenstadt von Figueira da Foz bei freiem Eintritt Musiker (Jazz, Punkrock, Fado, Klassik), Künstler, Tänzer und Tanzformationen auf, zudem wurde ein von Technik-Händlern gesponsorter und prämierter DJ-Wettbewerb eingeführt. Außerdem fanden nun an jedem Festivaltag nach den Bühnenshows auch After-Show-Parties mit DJs vom Festival und weiteren DJs in vier verschiedenen Locations statt, namentlich das Casino Figueira, der NB Club nebenan im ehemaligen Casino Oceano, der Platz vor dem Forte de Santa Catarina an der Mondego-Mündung, und auf dem städtischen Campingplatz von Figueira da Foz (tagsüber).
Im gleichen Jahr vereinbarten Veranstalter und die Stadtverwaltung von Figueira da Foz die weitere Ausrichtung des Festivals in der Stadt bis 2024, mit der gestiegene Zuschüsse von der Stadtverwaltung, aber auch eine Ausweitung des Festivalprogramms verbunden sind.
2019 zählten die Veranstalter über 130.000 Festivalbesucher an drei Tagen, zusammen mit allen parallelen Veranstaltungen zählte die Stadt etwa 200.000 Besucher zum RFM Somnii und der parallelen Festival City.
In den Jahren 2020 und 2021 fand das Festival nicht statt, in Folge der COVID-19-Pandemie in Portugal.

## Finanzen
Mit der Ausweitung des Festivals im Jahr 2019 erreichten die Produktionskosten insgesamt etwa 3 Millionen Euro. Im Vergleich zu 2018 hat sich dabei nach Aussagen des Veranstalters Grupo Braver der Anteil für Musikergagen verdoppelt und die übrigen Kosten seien durch den größeren Produktionsaufwand um 40 % im Vergleich zum Vorjahr gestiegen.
Haupteinnahmequelle für die Veranstalter ist der Verkauf von Eintrittskarten (2019: 29,50 Euro), Merchandise, Getränken und Speisen auf dem Festivalgelände, dazu kommen öffentliche Zuschüsse und Sponsorengelder.
Nachdem die Veranstalter bis 2020 einen jährlichen Zuschuss über 20.000 Euro mit der Stadtverwaltung Figueira da Foz vereinbart hatten, schlossen beide Seiten 2019 einen neuen Vertrag. Dieser schreibt eine Fortführung des Festivals am Standort Figueira bis 2024 und einen jährlichen Zuschuss über 70.000 Euro aus der Stadtkasse fest, dazu kommen umfangreiche logistische Hilfen der Stadt in Höhe von mehreren zehntausend Euro. Für das parallele Veranstaltungskonzept der Festival City mit zahlreichen Veranstaltungen in der Innenstadt von Figueira gab die Stadt dem Veranstalter 2019 weitere 90.000 Euro.
Das Festival erhält außerdem weiterhin einen festen Zuschuss über 50.000 Euro von der staatlichen Tourismusagentur Turismo de Portugal für die Region Centro und kostenlose internationale Werbung. Das RFM Somnii ist eines der zehn von der portugiesischen Tourismusagentur international beworbenen Festivals.

## Bisherige Veranstaltungen

### 2012
7. Juli
- Erick Morillo
- Pete tha Zouk
- Pedro Tabuada
- Rich & Saraiva
- António Mendes

### 2013
13. Juli
- Sebastian Ingrosso
- Sharam
- Dyro
- Otto Knows
- KURA
- Mendes & Rich

### 2014
| 11. Juli - DVBBS - Cedric Gervais - Sick Individuals - Thomas Newson | 12. Juli - Alesso - W&W - Pete tha Zouk - Alvaro - Joey Dale |

### 2015
| 11. Juli - Nicky Romero - The Chainsmokers - Dannic - KURA - MOTi - Julian Calor - dfee - Mendes | 12. Juli - Martin Solveig - Robin Schulz - MAKJ - DubVision - Michael Calfan - Rich - André Henriques |

### 2016
| 8. Juli - DJ Snake - Don Diablo - R3hab - Sam Feldt - Malaa - Tom Enzy - Mendes - Ewave | 9. Juli - Hardwell - Borgore - Diego Miranda - Firebeatz - Lucas & Steve - WAO - Mendes & Rich - André Henriques - Menasso | 10. Juli - Oliver Heldens - KSHMR - Galantis - Tujamo - Joe Stone - Massivedrum - Rich - David Souza |

### 2017
| 7. Juli - Armin Van Buuren - Breathe Carolina - Sunnery James & Ryan Marciano - Merk & Kremont - 3LAU - Marnik | 8. Juli - Laidback Luke - Blasterjaxx - Timmy Trumpet - Brennan Heart - Florian Picasso - San Holo | 9. Juli - Tiësto - KURA - NERVO - Kungs - Tungevaag & Raaban - Mike Williams |

### 2018
| 6. Juli - Yellow Claw - Angerfist - Curbi - GTA - Quintino - Tom Staar - Rich & Mendes (Gäste) | 7. Juli - Axwell Λ Ingrosso - Chocolate Puma (DJ Zki & Dobre) - Gregor Salto - Moksi - Slushii - Ummet Ozcan - Rich & Mendes (Gäste) | 8. Juli - Steve Angello - Alan Walker - Brooks - Cesqeaux - Corey James - Garmiani - Rich & Mendes (Gäste) |

### 2019
| 5. Juli - RFM Stage: - Afrojack - Alesso - Fedde Le Grand - Radical Redemption - Vigel - Zanova - Rich & Mendes - BLITZ / SIC Radical Stage: - Dealema - Valas - Spliff - Geeks are | 6. Juli - RFM Stage: - DJ Snake - Ozuna - Blasterjaxx - Netsky - Redfoo - Jay Hardway - Magnificence - Rich & Mendes - BLITZ / SIC Radical Stage: - Waze - Phoenix RDC - Sippinpurpp - Domi - DJ Cruzfader - DJ Stikup - DJ Leslley - DJ Fifty - Sir Scratch | 7. Juli - RFM Stage: - Don Diablo - Tyga - Jonas Blue - Third Party (Liiive) - James Hype - Lost Kings - Lvndscape - Rich & Mendes - BLITZ / SIC Radical Stage: - Piruka - Double Cheese - Rusty - Hype Myke |

Dazu jeden Tag After-Show-Parties mit DJs vom Festival und weiteren DJs in vier verschiedenen Locations, darunter das Casino Figueira und der NB Club nebenan im ehemaligen Casino Oceano.

### 2020 und 2021
Kein Festival (COVID-19-Pandemie)

### 2022
| 8. Juli - Alan Walker - Diego Miranda & MC Katorz - Mandragora (Live) - Mattn - Miss K8 - Rich & Mendes | 9. Juli - Alok - CL - Danny Ávila - KURA - TropKillaz (Live) - Rich & Mendes | 10. Juli - Brennan Heart - Dvbbs - Martin Jensen - Morten - Vini Vici - Rich & Mendes |

### 2023
| 7. Juli - D-Sturb - James Hype | 8. Juli - Alok - Le Twins - Mariana BO - Riton - Mike Williams | 9. Juli - Oliver Heldens - Warface |